# Sacrosanctum concilium
Sacrosanctum concilium – konstytucja o liturgii świętej. Rozpoczynając reformę liturgiczną zakrojoną na ogromną skalę i nadając jej kierunek, była jednym z najbardziej znaczących dokumentów uchwalonych przez Sobór watykański II. Zaaprobowana przez 2147 biskupów (przeciw było 4), została ogłoszona przez papieża Pawła VI 4 grudnia 1963 r. Zgodnie ze zwyczajem przyjętym w odniesieniu do dokumentów watykańskich, nazwa ma brzmienie łacińskie. Tworzą ją dwa pierwsze wyrazy tekstu Konstytucji: Święty Sobór.

## Historia powstania i wcielenia w życie dokumentu
Jednym z podstawowych źródeł wiedzy o tym, jak Konstytucja powstawała, a następnie jak została wcielona w życie jest książka sekretarza Komisji przygotowawczej arcybiskupa Annibale Bugniniego. Arcybiskup Bugnini został po zakończeniu Soboru sekretarzem Rady wprowadzającej Konstytucję o liturgii świętej (Consilium ad exsequendam constitutionem de Sacra liturgia). Książka jest świadectwem ścierania się w Kościele różnych postaw wobec liturgii i Kościoła. Książka cytuje m.in. list abpa Bugniniego do historyka Kościoła prof. Huberta Jedina, który w jednym z artykułów krytykował wprowadzenie języków narodowych do liturgii:

Nie zdołał Pan pojąć jednego z najbardziej istotnych elementów składających się na „odnowienie” liturgii: wymiaru duszpasterskiego, który był przez Sobór poszukiwany i wypełniany. Tu w Radzie nie pracujemy dla potrzeb muzealnych czy archiwalnych, lecz dla życia duchowego Ludu Bożego... Obecna odnowa Kościoła ma charakter poważny, solidny, pieczołowity i bezpieczny, nawet jeśli przynosi cierpienie i sprzeciw.

## Główne idee dokumentu
Konstytucja miała za cel wskazać drogę odnowy praktyki liturgicznej Kościoła:

Ponieważ Sobór święty postawił sobie za cel: przyczynić się do coraz większego rozwoju życia chrześcijańskiego wśród wiernych, lepiej dostosować do potrzeb naszych czasów podlegające zmianom instytucje, popierać to, co może ułatwić zjednoczenie wszystkich wierzących w Chrystusa, i umocnić to, co prowadzi do powołania wszystkich ludzi na łono Kościoła, dlatego uznał, że w szczególny sposób należy zatroszczyć się także o odnowienie i rozwój liturgii.

KL1 Wstęp Sacrosanctum concilium

Formułując kryteria realizacji reformy liturgii, Sobór wskazał kierunek, jaki należy obrać, dookreślając, że jest on ściśle związany, po pierwsze z naturą hierarchiczną i wspólnotową liturgii chrześcijańskiej (SC 26-32). Po drugie z jej charakterem dydaktycznym i duszpasterskim (SC 33-36). W Konstytucji Ojcowie zwrócili też uwagę na naturalną podatność liturgii na „dostosowanie się do charakteru i tradycji różnych narodów ” (SC 37-39).
Aby spełnić te trzy kryteria należało tak dostosować liturgię, aby umożliwić „aktywne uczestnictwo” wszystkich w obrzędach zrozumiałych i kulturowo znaczących dla współczesnego człowieka. Jak zwrócił uwagę Alceste Catella, w tych postulatach Konstytucji „można uchwycić embrionalne, ale wyraźne znaczenie przypisywane rzeczywistości celebracyjnej”.
A.J. Jungmann SJ komentując wstępne akapity konstytucji, zauważył, że program reformy liturgii był częścią całościowego programu soboru, który Jan XXIII zapowiadał wcześniej wielokrotnie m.in. w encyklice Ad Petri cathedram (1959). Zamierzenia ruchu liturgicznego sięgały poza samo ulepszenie przebiegu i sposobu sprawowania liturgii, mszy św. itp. Chodziło o odnowę myśli i życia chrześcijańskiego poprzez sięgnięcie do źródeł, z których liturgia czerpała. Sobór chciał, aby te źródła, poprzez dostosowanie do potrzeb czasów współczesnych, mogły silniej oddziaływać, szczególnie gdy chodzi o działanie na rzecz jedności wyznawców Chrystusa, a także promieniowanie Kościoła na niewierzących. Od samego początku odnowa liturgii szła równolegle z odnową wizji Kościoła. Dotychczasowe ujęcie, wypracowane na potrzeby kontrreformacyjne przez Roberta Bellarmina, przedstawiające Kościół jako strukturę jurydyczną, zostało zastąpione wizją sakramentalną. Wspólnota Kościoła ukazana została jako pierwotny sakrament, będący obrazem Chrystusa, bosko-ludzkiego Oblubieńca. Jego dwoista natura w Kościele przybiera obraz te-andryczny, bosko-ludzki – to co ludzkie i widzialne jest połączone z tym, co boskie i niewidzialne. Ta wizja Kościoła jako sakramentu zbawienia świata została rozwinięta później w konstytucji dogmatycznej o Kościele Lumen gentium.

### Odnowa liturgii Eucharystii
Dla Ojców soborowych było rzeczą oczywistą, że reforma liturgii powinna objąć w pierwszej kolejności Eucharystię, zwłaszcza jej celebracje niedzielne, do których uczestnictwa wezwani są wszyscy wierni.
Sobór przyjął podstawową linię, promowaną wcześniej przez Ruch liturgiczny, która polegała na tym, by na pierwsze miejsce wśród modlitw Kościoła wysunąć z powrotem samo sprawowanie Eucharystii. Po soborze trydenckim celebrowanie Mszy w parafiach zostało usunięte w cień przez kult Eucharystii, tzn. adoracje, procesje i błogosławieństwa Najświętszym Sakramentem. Podkreślanie czci dla postaci eucharystycznych jako prawdziwego Ciała i Krwi Chrystusa było potrzebą czasu w okresie, gdy ta prawda wiary była negowana przez Reformację. Ojcowie soboru watykańskiego II uznali, że w zmienionej rzeczywistości, także wobec nowych możliwości dialogu ekumenicznego z protestantami, należy przywrócić pierwotną hierarchię ważności celebracji liturgicznych.
Sprawowanie Eucharystii miało oprócz osoby kapłana na nowo w sposób bardziej odpowiedni uwzględnić obecność wiernych. Mieli oni uczestniczyć w celebracji w sposób:
- pełny, tzn. wraz z komunią
- czynny, by wierni stanowili integralną część zgromadzenia celebrującego liturgię, a nie odmawiali w jej trakcie np. różańca czy litanii. Ten postulat był wyrażony już wcześniej w konstytucji Piusa XI, Divini cultus (1929), mówiącej o tym, że wierni nie powinni być obecni na Mszy w sposób bierny[5]. Sacrosanctum concilium zwraca uwagę, że wbrew niektórym opiniom odwołującym się do encykliki Piusa XII Mediator Dei 68–69 (1947)[6], wierni winni składać ofiarę „razem z” kapłanem, a nie jedynie „przez niego”.
- świadomy.

Konstytucja mówi o tym szczególnie w numerze 48. Bez używania samego terminu, podano w nim teologię kapłaństwa powszechnego wiernych:

Kościół zatem bardzo się troszczy o to, aby chrześcijanie podczas tego misterium wiary nie byli obecni jak obcy i milczący widzowie, lecz aby przez obrzędy i modlitwy tę tajemnicę dobrze zrozumieli, w świętej czynności uczestniczyli świadomie, pobożnie i czynnie, byli kształtowani przez słowo Boże, posilali się przy stole Ciała Pańskiego i składali Bogu dzięki, a ofiarując niepokalaną hostię nie tylko przez ręce kapłana, lecz także razem z nim, uczyli się samych siebie składać w ofierze i za pośrednictwem Chrystusa z każdym dniem doskonalili się w zjednoczeniu z Bogiem i wzajemnie z sobą, aby w końcu Bóg był wszystkim we wszystkich (KL 48)

Nowa liturgia i Mszał Rzymski (Novus Ordo Missae) oficjalnie weszły w życie w 1969 roku.
Wybrane postanowienia Sacrosantum concilium, mające wpływ na dzisiejszą liturgię:
- art. 22. Prawo kierowania sprawami liturgii należy wyłącznie do władzy kościelnej. [...] Dlatego nikomu innemu, chociażby nawet był kapłanem, nie wolno na własną rękę niczego dodawać, ujmować lub zmieniać w liturgii.
- 23. Aby zachować zdrową tradycję, a jednocześnie otworzyć drogę do uprawnionego postępu, reformę poszczególnych części liturgii powinny zawsze poprzedzić dokładne studia teologiczne, historyczne i duszpasterskie. [...] nowości należy wprowadzać tylko wtedy, gdy tego wymaga prawdziwe i niewątpliwe dobro Kościoła, z zastrzeżeniem jednak, aby formy nowe wyrastały niejako organicznie z form już istniejących.
- 30. Celem wzmożenia czynnego uczestnictwa należy pobudzać wiernych do wykonywania aklamacji, odpowiedzi, psalmów, antyfon, pieśni jak również czynności czy gestów oraz przybierania właściwej postawy ciała. W odpowiednim czasie należy zachować także pełne czci milczenie.
- 35. § 2. Bardzo starannie i w należyty sposób należy spełniać obowiązek głoszenia kazań. Treść swoją powinny one czerpać przede wszystkim ze źródeł Pisma świętego i liturgii.
- 36. §1. W obrzędach łacińskich zachowuje się używanie języka łacińskiego, poza wyjątkami określonymi przez prawo szczegółowe. § 2. Ponieważ jednak i we Mszy świętej, i przy sprawowaniu sakramentów, i w innych częściach liturgii użycie języka ojczystego nierzadko może być bardzo pożyteczne dla wiernych, można mu przyznać więcej miejsca, zwłaszcza w czytaniach i pouczeniach, w niektórych modlitwach i śpiewach [...]
- 38. Należy dopuścić uprawnione różnice i dostosowanie do rozmaitych ugrupowań, regionów i narodów, zwłaszcza na misjach, jak również w razie przeglądu i poprawiania ksiąg liturgicznych
- 54. Można pozwolić we Mszach odprawianych z udziałem wiernych na stosowanie języka ojczystego w odpowiednim zakresie, zwłaszcza w czytaniach i „modlitwie powszechnej”, oraz jeżeli warunki miejscowe tego wymagają, w tych także częściach, które należą do wiernych. Należy jednak dbać o to, aby wierni umieli wspólnie odmawiać lub śpiewać stałe teksty mszalne, dla nich przeznaczone, także w języku łacińskim.
- 55. Zaleca się usilnie ów doskonalszy sposób uczestniczenia we Mszy świętej, który polega na tym, że po komunii kapłana wierni przyjmują Ciało Pańskie z tej samej ofiary.
- 101. § 1. Zgodnie z wiekową tradycją obrządku łacińskiego duchowni mają zachować w oficjum język łaciński. Tym jednak duchownym, dla których język łaciński stanowi poważną przeszkodę do należytego odmawiania brewiarza, ordynariusz może w poszczególnych wypadkach pozwolić na używanie przekładu na język ojczysty, sporządzonego według art. 36. [...]
- 116. Śpiew gregoriański Kościół uznaje za własny śpiew liturgii rzymskiej. Dlatego w czynnościach liturgicznych powinien on zajmować pierwsze miejsce wśród innych równorzędnych rodzajów śpiewu. Nie wyklucza się ze służby Bożej innych rodzajów muzyki kościelnej, zwłaszcza polifonii, byleby odpowiadały duchowi czynności liturgicznej,
- 118. Należy troskliwie pielęgnować religijny śpiew ludowy, tak aby głosy wiernych mogły rozbrzmiewać podczas nabożeństw, a nawet w czasie czynności liturgicznych, stosownie do zasad i przepisów rubryk.
- 119. W niektórych krajach, zwłaszcza na misjach, żyją ludy posiadające własną tradycję muzyczną, która ma doniosłe znaczenie dla ich życia religijnego i społecznego, należy odnieść się do tej muzyki z szacunkiem i przyznać jej odpowiednie miejsce w kształtowaniu zmysłu religijnego tych ludów oraz w dostosowaniu kultu do ich charakteru
- 120. W Kościele łacińskim należy mieć w wielkim poszanowaniu organy piszczałkowe jako tradycyjny instrument muzyczny, którego brzmienie ceremoniom kościelnym dodaje majestatu, a umysły wiernych podnosi do Boga i spraw niebieskich. Inne natomiast instrumenty można dopuścić do kultu Bożego według uznania i za zgodą kompetentnej władzy terytorialnej, stosownie do zasad art. 22, § 2, 37 i 40, jeżeli nadają się albo mogą być przystosowane do użytku sakralnego, jeżeli odpowiadają godności świątyni i rzeczywiście przyczyniają się do zbudowania wiernych.
- 124. Niech ordynariusze w popieraniu i otaczaniu opieką prawdziwej sztuki kościelnej starają się raczej o szlachetne piękno aniżeli o sam przepych. Odnosi się to także do szat i ozdób kościelnych. Biskupi niechaj czuwają, aby stanowczo nie dopuszczać do kościołów i innych miejsc świętych dzieł artystów, które nie licują z wiarą i dobrymi obyczajami oraz pobożnością chrześcijańską lub obrażają prawdziwy zmysł religijny czy to z powodu nieodpowiedniej formy, czy też z powodu niskiego poziomu, przeciętności lub naśladownictwa.
- 125. Należy stanowczo zachować zwyczaj umieszczania w kościołach wizerunków Świętych dla oddawania im czci przez wiernych, w ilości wszakże umiarkowanej i we właściwym porządku, aby nie budziły zdziwienia ludu chrześcijańskiego i nie hołdowały mniej właściwej pobożności.

### Misterium paschalne
Jedną z ważniejszych zmian w podejściu do liturgii było przyswojenie przez dokument soborowy terminu Misterium paschalne (Łac. Mysterium paschale), pomagającego zrozumieć, jaki jest związek odkupienia z modlitwą liturgiczną Kościoła. Według Konstytucji, w liturgii chrześcijańskiej proklamowana jest i jednocześnie urzeczywistniana w tych, którzy w niej uczestniczą, zbawcza tajemnica paschalna męki, śmierci i zmartwychwstania Chrystusa.
Ojcowie soborowi dali pieczęć kościelną owocowi studiów uczonych Ruchu liturgicznego. Do promocji rozumienia zbawienia jako misterium chrześcijańskiego w XX w. szczególnie przyczynił się opat benedyktyńskiego opactwa Maria Laach, dom Odo Casel OSB i jego szkoła. Pojęcie to weszło do dokumentu Sacrosanctum Concilium nie bez pewnej opozycji i niezrozumienia ze strony niektórych uczestników soboru. Podnosiły się głosy twierdzące, że jest ono niejasne i chimeryczne, jego ortodoksja jest wątpliwa, oraz że jest ono ignorowane przez ortodoksyjną teologię. Sobór jednak postanowił potwierdzić ważność i znaczenie tego terminu, uznając misterium paschalne za fundament swego nauczania o liturgii. Na początku pierwszego rozdziału dokument mówi o misterium paschalnym, które dokonało się w Chrystusie i sprawowane jest w liturgii Eucharystii i w innych sakramentach:

Tego zaś dzieła odkupienia ludzi i doskonałego uwielbienia Boga, które zapowiadały wielkie sprawy Boże spełnione wśród ludu Starego Testamentu, dokonał Chrystus Pan głównie przez paschalne misterium swojej błogosławionej Męki Zmartwychwstania i chwalebnego Wniebowstąpienia. Przez to misterium „umierając, zniweczył naszą śmierć, i zmartwychwstając, przywrócił nam życie”. Albowiem z boku umierającego na krzyżu Chrystusa zrodził się przedziwny sakrament całego Kościoła. (Sacrosanctum Concilium, 5)

## Ocena
Reformę liturgiczną soboru, zapoczątkowaną przez Konstytucję o Liturgii, pozytywnie ocenili biskupi uczestniczący w synodzie o Eucharystii w 2005 r.:

Synod Biskupów miał możność ocenić jej przyjęcie w okresie posoborowym. Bardzo liczne były wyrazy uznania. Stwierdzono, że trudności, jak również niektóre zauważone nadużycia, nie mogą przesłonić dobrodziejstw oraz ważności liturgicznej odnowy, która zawiera bogactwa nie w pełni jeszcze wykorzystane. Głównie chodzi o to, by odczytywać zmiany, jakich pragnął sobór w obrębie tej jedności, o jakiej stanowi rozwój historyczny samego obrzędu, nie stosując nienaturalnego przerwania tej jedności.